# 酒井忠温 (伊勢崎藩主)
酒井 忠温（さかい ただはる）は、江戸時代中期から後期の大名。上野伊勢崎藩の第3代藩主。雅楽頭系酒井家支流3代。
元文2年（1737年）5月1日、上野前橋藩主・酒井忠恭の四男として生まれる。伊勢崎藩主酒井忠告の嫡子だった忠儔（ただとも）が早世したため、宝暦元年（1751年）に養子となって叙任する。宝暦13年（1763年）6月27日に忠告の隠居により、家督を継いだ。また、忠儔の娘を正室とした。
天明3年（1783年）に起きた浅間山の天明大噴火で大被害を受け、藩財政が破綻寸前となったが、関当義（關助之丞當義）を家老に登用し。、その経費節減政策などで財政再建に成功している。また、藩校・学習堂を創設するなどして文治の発展に尽くし、藩政改革に成功を収めた。
天明7年（1787年）3月9日、次男の忠哲に家督を譲って隠居し、寛政13年（1801年）1月5日に死去。享年65。

## 系譜
父母
- 酒井忠恭（実父）
- 石原氏 ー 側室（実母）
- 酒井忠告（養父）

正室
- 酒井忠告の養女、酒井忠儔の娘

側室
- 鈴木氏

子女
- （長男）
- 酒井忠哲（次男）生母は鈴木氏（側室）
- 高力直忠
- 酒井忠意
- 酒井忠輔
- 村越成庸室
- 内藤信義正室